# Echte Kobras
Die Echten Kobras (Naja) sind Giftnattern (Elapidae), die in etwa 30 Arten in weiten Teilen Afrikas und Asiens vorkommen. Das auffälligste Merkmal einer Kobra ist der spreizbare Nackenschild, bei einigen Arten (Brillenschlange Naja naja, Monokelkobra Naja kaouthia) mit Brillenzeichnung, der in der Drohhaltung ausgebreitet wird.

## Merkmale
Echte Kobras erreichen eine Körperlänge von durchschnittlich 1,50 Metern, einige Arten können bis zu 2,30 Meter lang werden. Sie zeichnen sich vor allem dadurch aus, dass sie mit Hilfe von verlängerten Halsrippen und besonders lockerer und flexibler Haut im Halsbereich in der Lage sind, ihre Nackenhaut zu einer Haube auszubreiten, die bei einigen Arten zudem mit einer auffälligen Zeichnung versehen ist. Außer den Arten der Echten Kobras sind hierzu allerdings auch Vertreter anderer Gattungen in der Lage, so etwa die deutlich größere Königskobra (Ophiophagus hannah) oder die Südafrikanische Speikobra (Hemachatus haemachatus). Weitere Merkmale der Echten Kobras sind die runden Pupillen sowie die glatten und in schrägen Reihen angeordneten Rückenschuppen der Tiere.

## Lebensweise
Alle Arten der Echten Kobras sind bodenlebend und verbergen sich häufig in Bauten von Nagern, hohlen Bäumen oder anderen, geeigneten Verstecken. Sie sind tagaktiv und in fast allen Lebensräumen zu finden, teilweise auch in Reisfeldern oder sogar in Siedlungen und Städten, wobei sie hier dämmerungs- bis nachtaktiv werden.

### Ernährung

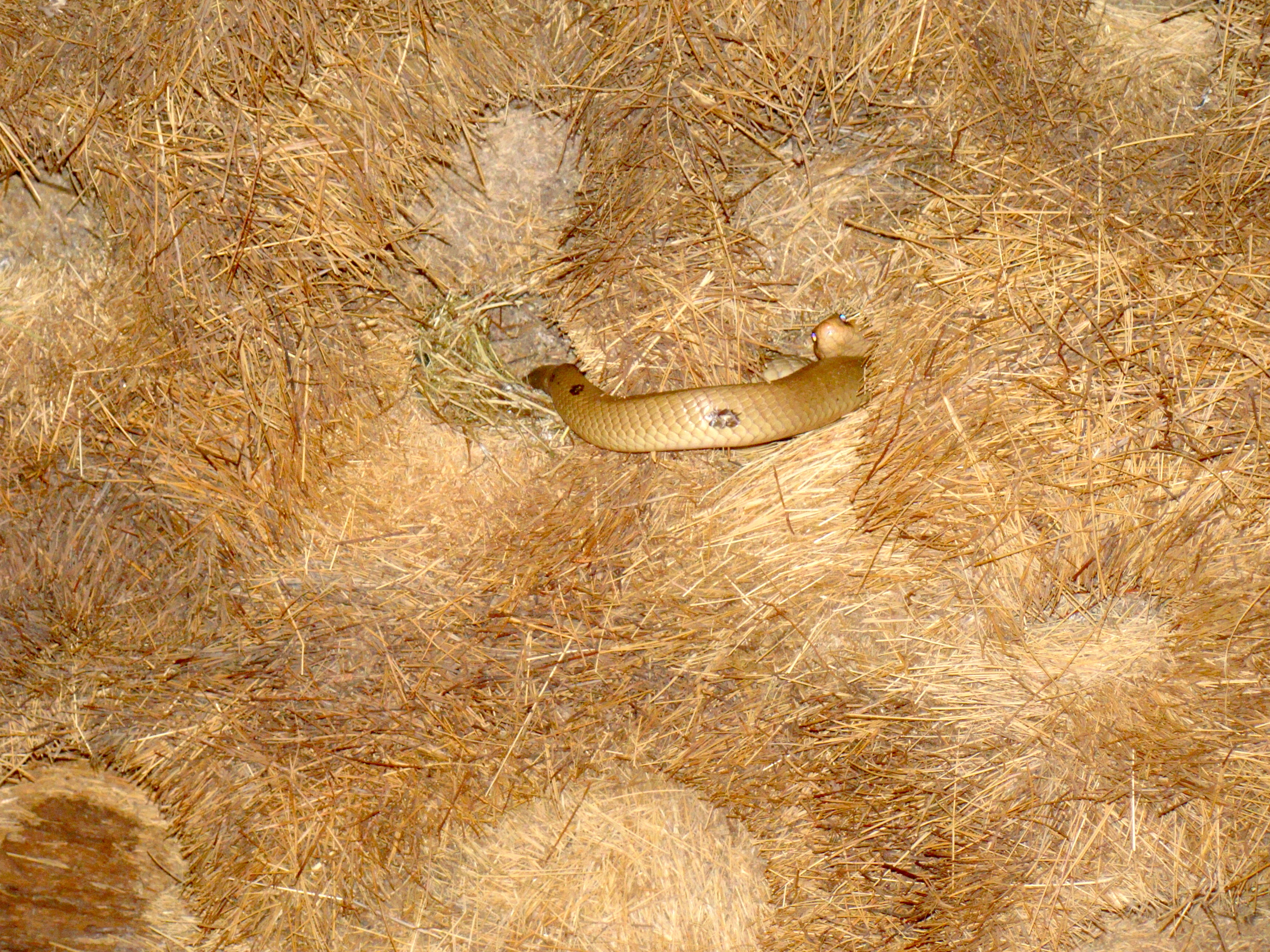
Eine Kapkobra in einem Gemeinschaftsnest von Webervögeln bei Simplon (Namibia)

Kobras ernähren sich von kleinen Säugetieren, Vögeln, anderen Schlangen, Eidechsen und Amphibien. Durch einen Biss wird die Beute normalerweise getötet.

### Verteidigung

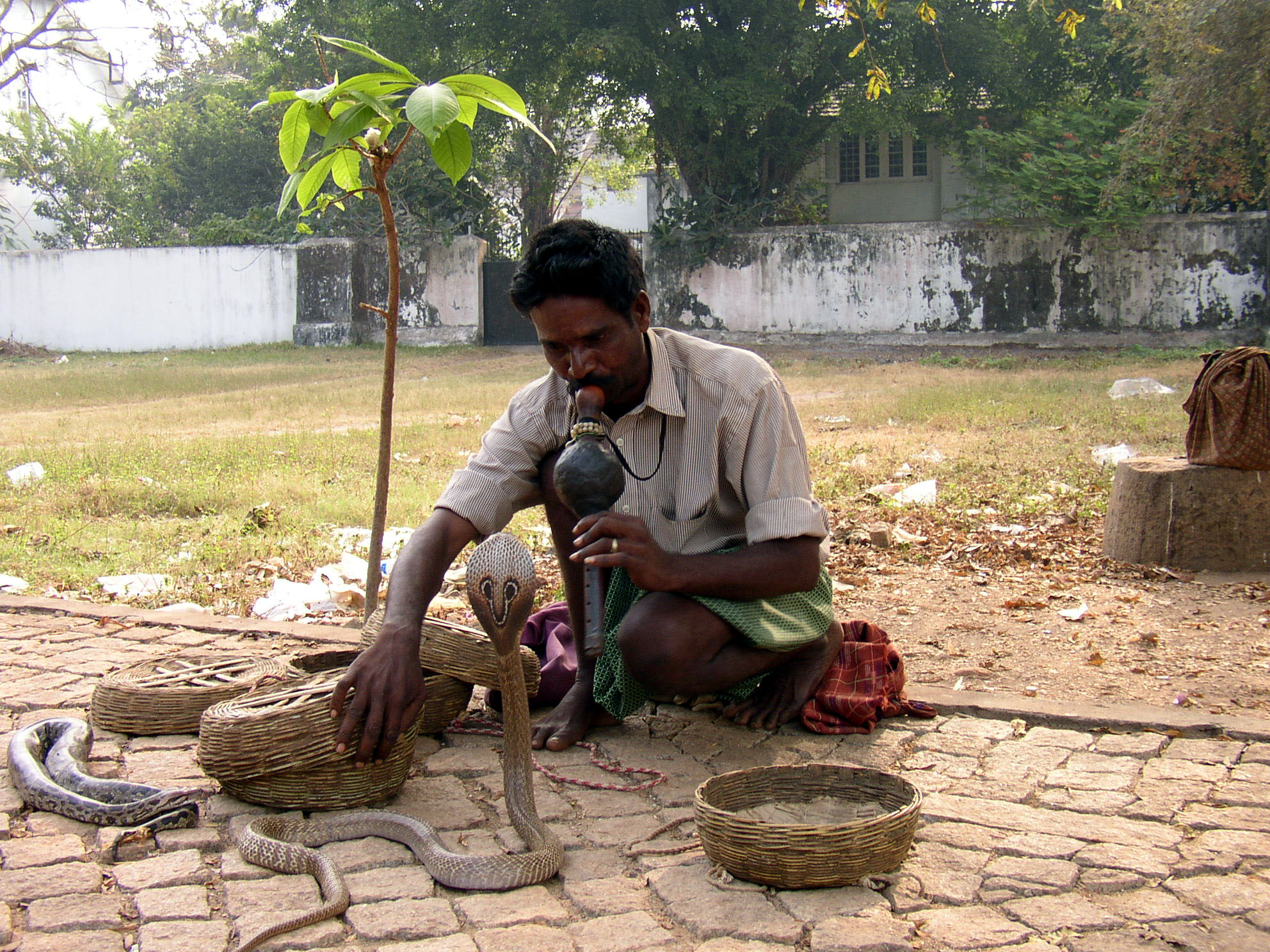
Schlangenbeschwörer in Kochi (Indien); die Brille der Schlange ist deutlich sichtbar

Bei Bedrohung versuchen die meisten Kobras zu fliehen. Ist dies nicht möglich, etwa weil sie in ihrem Versteck gestört wurden, nehmen Kobras eine typische Drohstellung ein, bei der sie den Oberkörper weit anheben und den Hals spreizen. Dabei fixieren sie den potentiellen Angreifer und schwanken mit dem Kopf manchmal minutenlang hin und her, während sie zischende Drohlaute ausstoßen. Aus dieser Haltung heraus kann ein Angriff durch plötzliches Zustoßen erfolgen. 15 Naja-Arten sind außerdem sogenannte Speikobras, die ihr Gift auf eine Entfernung von etwa zwei bis drei Metern sehr zielgenau einem Gegner entgegenspucken können. Dabei zielen sie zumeist auf den Kopf; gelangt das Gift in die Augen, können Schädigungen bis hin zu einer Erblindung auftreten.

## Arten

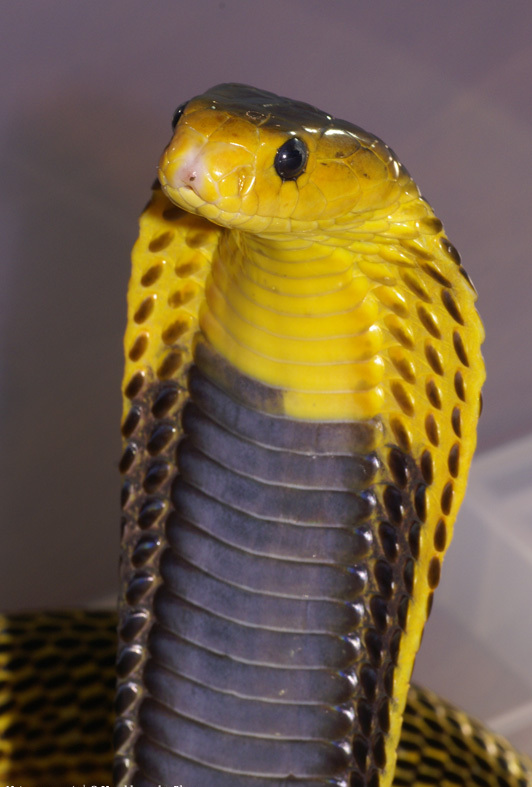
Samar-Kobra (Naja samarensis)

Nach DNA-Analysen werden aktuell 34 rezente Arten in vier Untergattungen unterschieden (Stand: Dezember 2022):
- Naja Laurenti, 1768:
  - Naja atra Cantor, 1842 (Chinesische Kobra, auch Taiwanische oder Vietnamesische Kobra)[5]
  - Naja kaouthia Lesson, 1831 (Monokelkobra)
  - Naja fuxi Shi, Vogel, Chen & Ding, 2022[6]
  - Naja mandalayensis Slowinski & Wüster, 2000
  - Naja naja (Linnaeus, 1758) (Brillenschlange)
  - Naja oxiana (Eichwald, 1831) (Mittelasiatische Kobra)
  - Naja philippinensis Taylor, 1922 (Philippinische Kobra)
  - Naja sagittifera Wall, 1913
  - Naja samarensis Peters, 1861 (Samar-Kobra)
  - Naja siamensis Laurenti, 1768 (Siamesische Speikobra)
  - Naja sputatrix Boie, 1827 (Javanische Speikobra)
  - Naja sumatrana Müller, 1887 (Sumatra-Kobra)
- Uraeus Wagler, 1830:
  - Naja anchietae Bocage, 1879
  - Naja annulifera Peters, 1854 (Gebänderte Kobra)
  - Naja arabica Scortecci, 1932
  - Naja senegalensis Trape, Chirio & Wüster in Trape et al., 2009
  - Naja haje (Linnaeus, 1758) (Uräusschlange)
  - Naja nivea (Linnaeus, 1758) (Kapkobra)
- Boulengerina Dollo, 1886:
  - Naja (Boulengerina) annulata Buchholz & Peters in Peters, 1876 (Gebänderte Wasserkobra)
  - Naja christyi (Boulenger, 1904)
  - Naja guineensis Broadley, Trape, Chirio, Ineich & Wüster, 2018
  - Naja melanoleuca Hallowell, 1857 (Schwarzweiße Hutschlange, auch Schwarzweiße Kobra)
  - Naja multifasciata (Werner, 1902)
  - Naja nana Collet & Trape, 2020
  - Naja peroescobari Ceríaco, Marques, Schmitz & Bauer, 2017[7]
  - Naja savannula Broadley, Trape, Chirio & Wüster, 2018
  - Naja subfulva Laurent, 1955
- Afronaja Wallach, Wüster & Broadley, 2009 (Afrikanische Speikobras):
  - Naja ashei Wüster & Broadley, 2007 (Ostafrikanische Speikobra)
  - Naja katiensis Angel, 1922
  - Naja mossambica Peters, 1854 (Mosambik-Speikobra)
  - Naja nigricincta Bogert, 1940
  - Naja nigricollis Reinhardt, 1843 (Afrikanische Speikobra)
  - Naja nubiae Wüster & Broadley, 2003 (Nubische Speikobra)
  - Naja pallida Boulenger, 1896 (Rote Speikobra)
- Incertae sedis:
  - †Naja antiqua Rage, 1976
  - †Naja iberica Szyndlar, 1985
  - †Naja robusta Meylan, 1987

Die bekannteste und häufigste Kobraart ist die bis zu 2 Meter lange Brillenschlange (Naja naja). Tiere aus Indien und Sri Lanka sind an der Brillenzeichnung auf dem Nacken zu erkennen. Sie leben in feuchten Gebieten, besonders in Südasien.
Afrikanische Speikobras (Untergattung Afronaja) sind schwarz bis rosa gefärbt, und einige Tiere haben ein schwarzes Band um den Hals. Speikobras treten überall auf und meiden den Menschen nicht allzu stark. So kann es zum Beispiel vorkommen, dass die Tiere in Städte bis hinein in die Häuser der Menschen gelangen. Sie sind nachtaktiv und jagen Echsen, Vögel, Frösche und andere Schlangen.
Eine weitere sehr bekannte Art ist die Uräusschlange (Naja haje) aus Nordafrika und dem Nahen Osten, die bei Bedrohung in einen Starrezustand fallen kann. Mit ihrem Gift soll sich die ägyptische Königin Kleopatra vergiftet haben. 2003 wurde mit der Nubischen Speikobra (Naja nubiae) eine neue Art beschrieben. Sie ist braungrau gefärbt und besitzt zwei dunkle Bänder um den Nacken. Die zuerst für eine Rote Speikobra (Naja pallida) gehaltene Schlange wurde durch eine Erbgutanalyse als neue Kobra-Art identifiziert. Erst 2007 wurde die größte Vertreterin der Speikobras, die Ostafrikanische Naja ashei, beschrieben.
Das stärkste Gift afrikanischer Kobraarten wird der Schwarzweißen Kobra (Naja melanoleuca) und der Kapkobra (Naja nivea) zugeschrieben. Das Gift der Kapkobra tötet Kleintiere in nur wenigen Sekunden, bei Menschen kann der Tod ohne Soforthilfe innerhalb einer Stunde eintreten. Sie kann bis zu 1,6 Meter lang werden und hat große Augen mit einer runden Pupille. Die Farbe des Tieres variiert von braun-gelb bis schwarz. Ihre Lebensräume sind trockene, steinige Gebiete und sandige Flussläufe.
Das Verbreitungsgebiet der Chinesischen Kobra (Naja atra) ist Südchina, Nordlaos, Taiwan, Nordvietnam, weshalb sie lokal auch als Taiwanische oder Vietnamesische Kobra bezeichnet wird.

## Kobragift

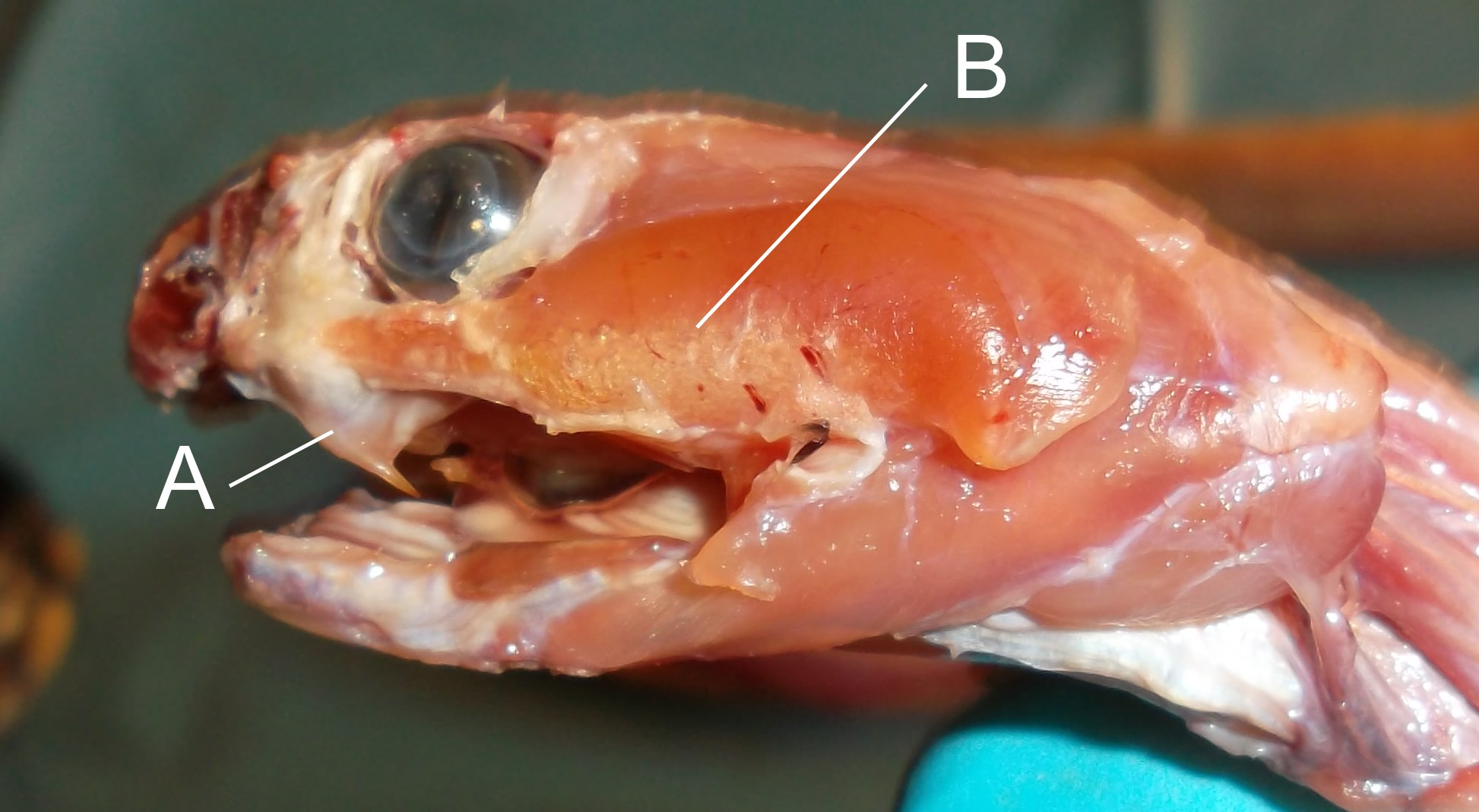
Präparierter Kopf einer Waldkobra (Naja melanoleuca). Zu sehen sind (A) ein Giftzahn sowie (B) die Giftdrüse.

Die neurotoxischen Toxine der Kobras sind äußerst potent und wirken durch Antagonismus an den Nikotinrezeptoren der neuromuskulären Endplatte auf das periphere Nervensystem, wodurch es zu einer Paralyse mit Atemlähmung kommen kann. Durch den Biss kann das Opfer gelähmt oder getötet werden.
Einige Arten sind in der Lage, ihr Gift über kurze Entfernung einem Angreifer zielsicher in die Augen zu spritzen, was stark brennende Schmerzen und Schwellungen erzeugt und zu Blindheit führen kann. Besonders trifft diese Art der Verteidigung auf die afrikanischen Speikobras zu, die fähig sind, ihr Gift bis zu vier Meter weit zu spritzen. Das Gift dieser Arten hat, für Giftnattern untypisch, einen hohen Anteil gewebezerstörender Substanzen. Bisse, die den im gleichen Gebiet vorkommenden Puffottern zugeschrieben werden, sind zum Teil durch diese Kobras verursacht worden.
Das Kobragift ist für die medizinische Forschung von Bedeutung, da das Enzym Lecithinase, das die Blutgerinnung hemmt, wirksam gegen Viren eingesetzt werden kann. Inzwischen gibt es viele wirkungsvolle Seren, wodurch die Todesfälle durch Schlangenbisse zurückgegangen sind.
Ein internationales Forschungsteam hat das Genom der Brillenschlange (Naja naja) in Hinblick auf die dort codierten Toxine untersucht. Es enthält 139 Gene, die Substanzen aus 33 Giftstoff-Familien codieren, wovon 19 Toxine für die Giftwirkung als hauptverantwortlich betrachtet werden. Diese sind für die Symptome eines Bisses wie Übelkeit, Sehstörungen, Muskellähmung und systemische Wirkungen wie etwa Blutungen oder Störungen des Herz-Kreislauf-Systems verantwortlich. Im Zentrum der Forschung stehen neun nach ihrer dreigliedrigen Form benannte Drei-Finger-Toxine (3FTx), von denen man sich, wie von anderen Schlangentoxinen, auch therapeutische Anwendungen erhofft.

## Mythologie
In der indischen Mythologie ist die Kobra weitverbreitet: Sie ist ein Attribut des Hindu-Gottes Shiva und anderer Gottheiten aus seinem Umfeld (Bhairava, Kali, Chamunda u. a.). Auch das Haupt des meditierenden Jaina-Tirthankaras Parshvanata ist durch eine Schlangenhaube (naga) geschützt.